# 莫姆峰
莫姆峰（英語：Mom Peak），是南極洲的山峰，位於杜費克海岸，處於佩特洛克山東南面9公里的奧特韋山東部，海拔高度3,260米，美國地質調查局根據測量和美國海軍拍攝的空中照片繪入地圖，現時由南極條約體系管理。